# Штадлер, Антон фон
Антон Герман Штадлер, с 1915 года Рыцарь фон Штадлер, также Тони фон Штадлер, (нем. Anton Hermann Stadler, Ritter von Stadler; 9 июля 1850[…], Гёллерсдорф, Нижняя Австрия — 17 сентября 1917[…], Мюнхен) — австрийский художник, много лет живший и работавший в Баварии. В 1915 году был удостоен рыцарского титула.

## Жизнь и творчество
Родился в семье государственного служащего, советника по экономическим вопросам. Окончил гимназию св. Йозефа в Вене. Продолжил образование в университетах Вены и Вюрцбурга, где изучал медицину и естественные науки. В 1868 году, во время обучения в Венском университете Штадлер вступает в студенческое общество (буршеншафт) «Силезия Вена». В 1873 году он прерывает учёбу в университете, так как решает стать живописцем. Художественное образование получил в Берлине, в мастерской Пауля Фридриха Мейерхейма.
В 18766 году молодой художник приезжает в Мюнхене. Благодаря знакомству с живописцем Адольфом Штебли он начинает интересоваться зарождавшимся в то время французским импрессионизмом. В 1893 году Антон Штадлер становится участником художественного движения Мюнхенский сецессион и директором мюнхенской Академии художеств. Был также членом Германского художественного союза, принимал участие со своими тремя картинами в его первой совместной с членами Мюнхенского сецессион большой выставке в 1904 году. Участник также Третьей выставки Германского союза художников в 1906 году. В 1915 году за заслуги в области культуры и искусства Антон Штадлер был баварским королём Людвигом III был награждён рыцарским крестом ордена «За заслуги Баварской короне» и соответственно возведён в рыцарское звание.
Скончался в возрасте 67 лет и похоронен на кладбище Вальдфридхоф в Мюнхене. Сын его, тоже по имени Тони Штадлер (1888—1982) был также известным мюнхенским скульптором и графиком. Сводный брат Антона фон Штадлера, Вильгельм Шерер, был выдающимся учёным, филологом-германистом.

## Галерея

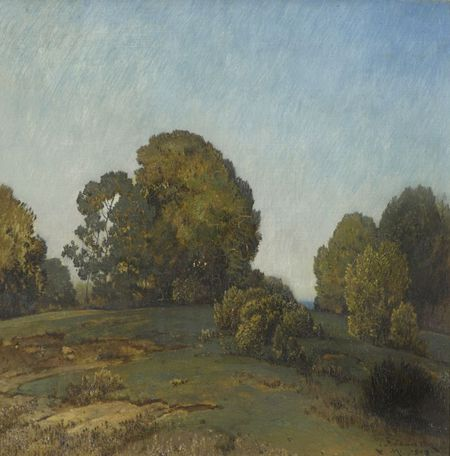
Пейзаж. (масло, полотно, 1909).
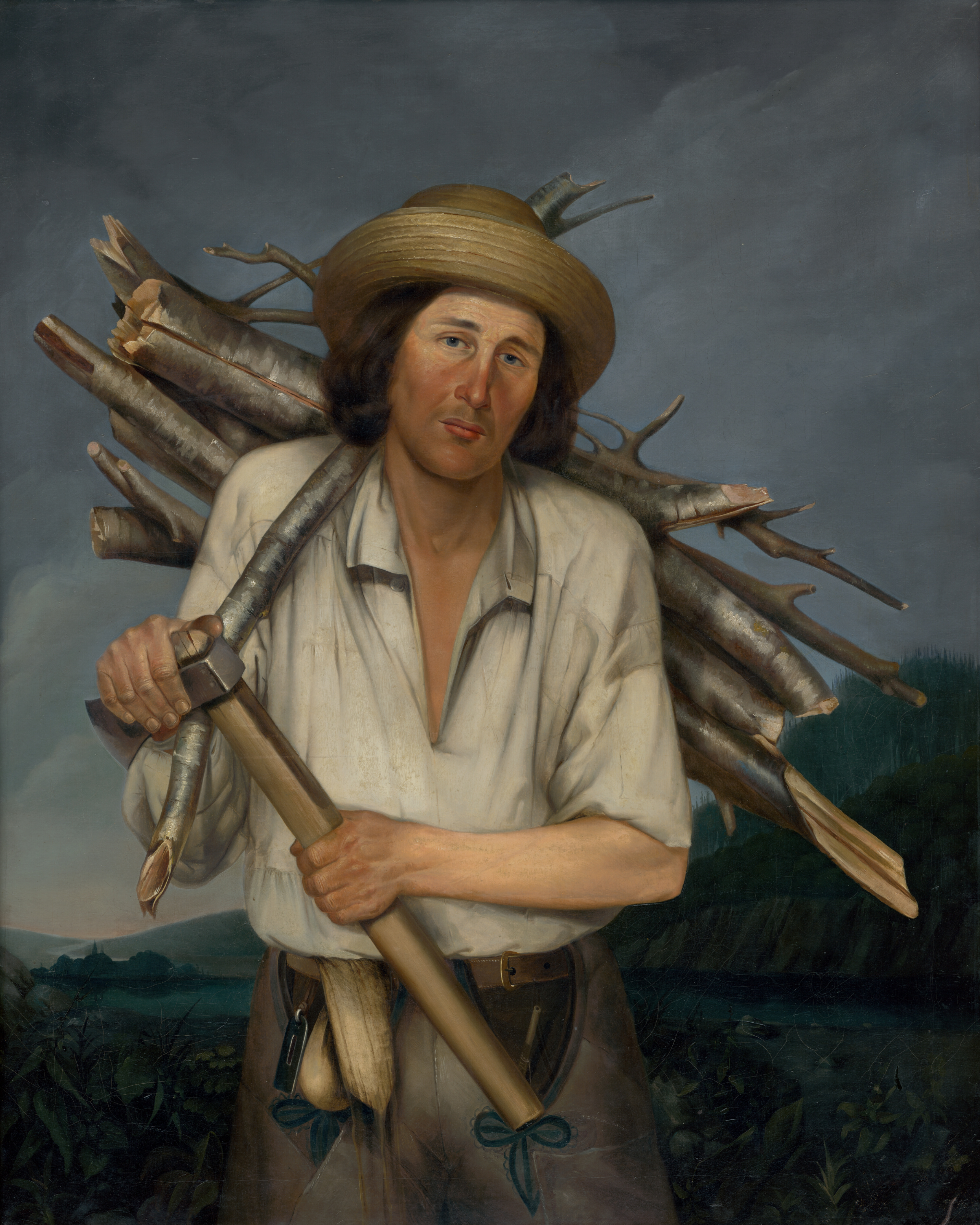
Мужчина с вязанкой дров.
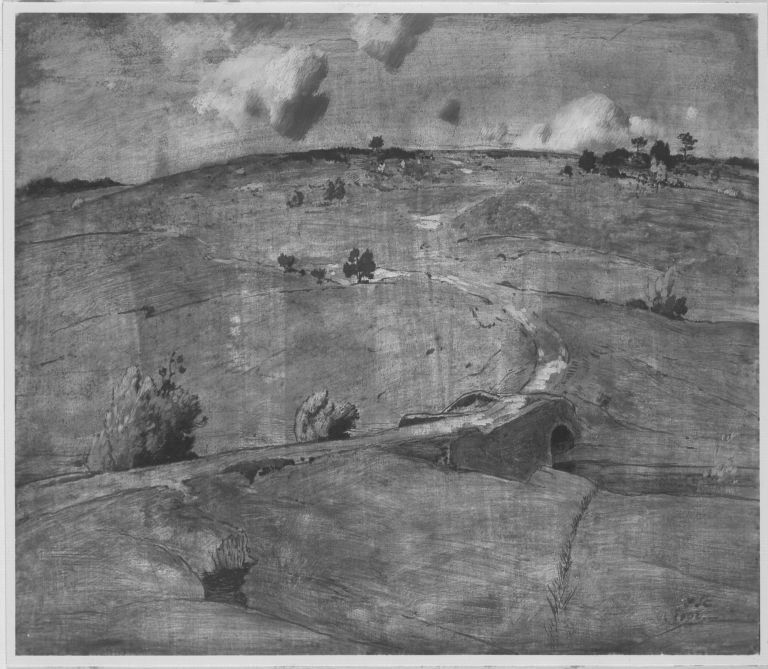
Римский мост.
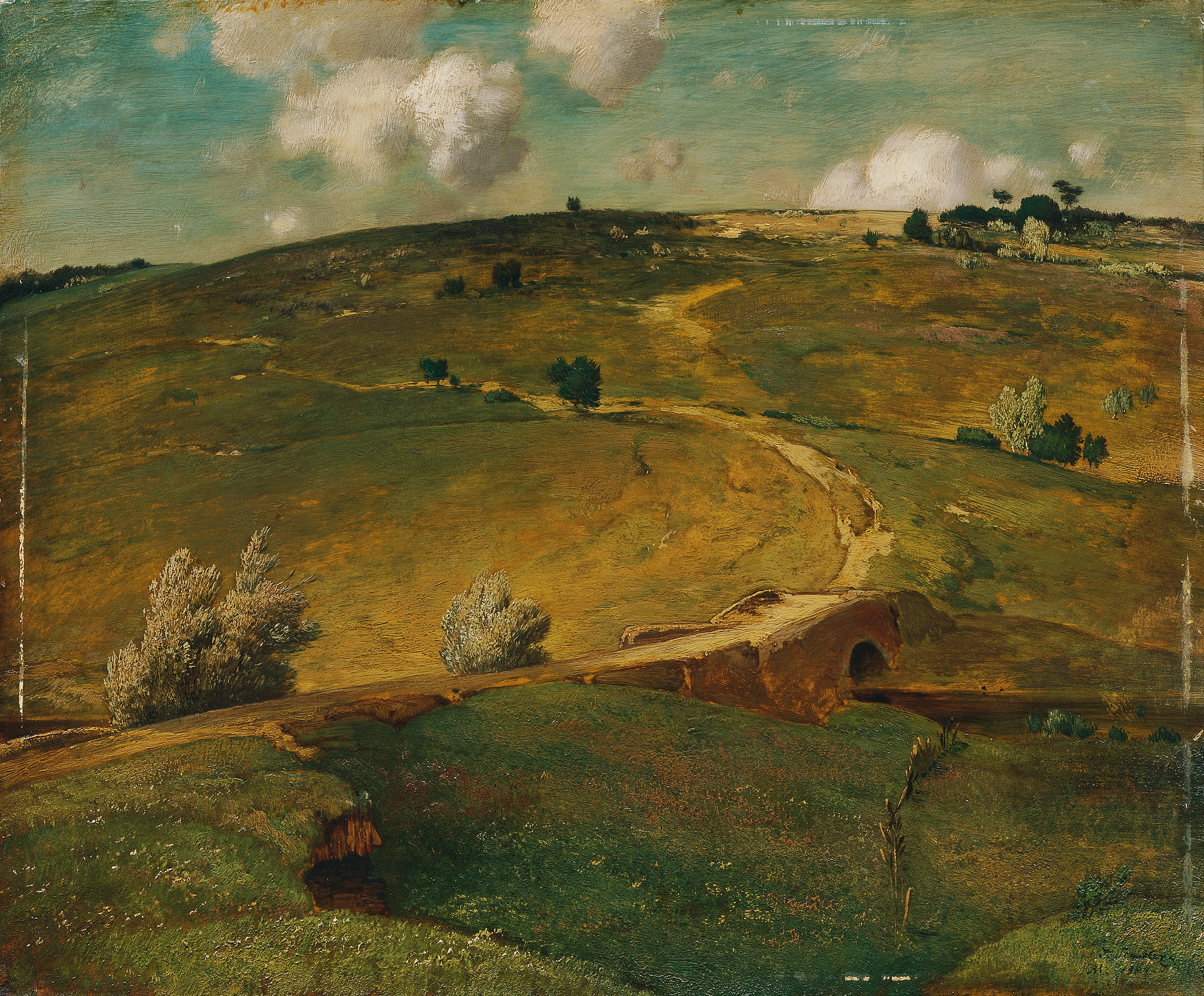
Франконский пейзаж (1904).
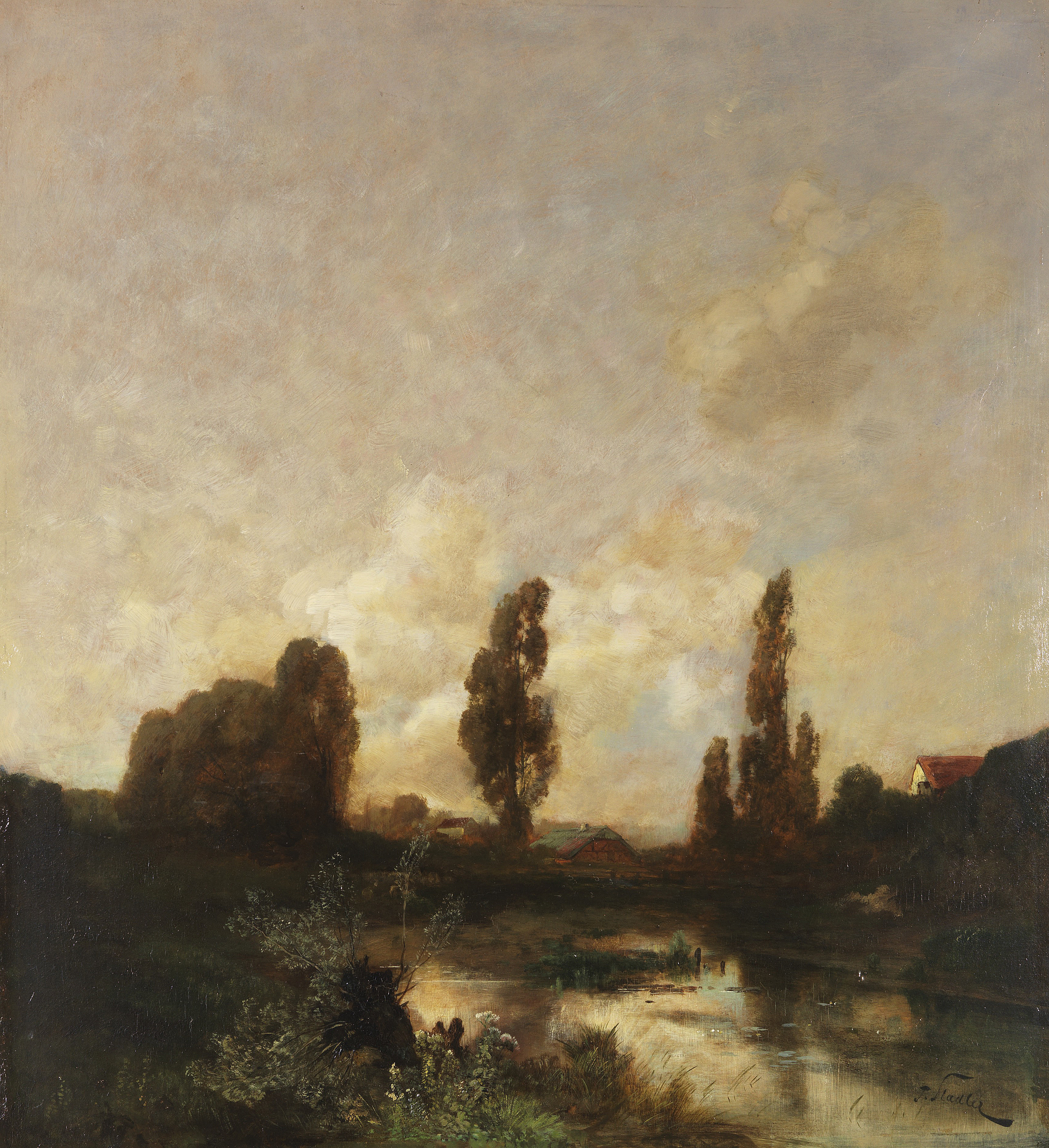
Болотистая местность (ок. 1900).